# Coreboot
Coreboot (otprije znan kao LinuxBIOS) slobodan je BIOS temeljen na Linux kernel-u. Osim Linuxa, u mogućnosti je pokrenuti i neke druge operativne sustave (npr. Microsoft Windows 2000, ali ne i XP, jer zahtjeva neke funkcije zaštićenog (engl. proprietary) software-a).

Specifično svojstvo Coreboot-a je da verzija x86 radi u 32-bitnom modu nakon samo 16 instrukcija (većina ostalih x86 BIOSa pokreće se isključivo u 16-bitnom modu), što mu omogućava da se izvršava vrlo brzo, a trenutni je rekord 3 sekunde (cold boot) do komandnog sučelja.

## Povijest
Projekt Coreboot (tada LinuxBIOS) pokrenuo je zimi, 1999. kao dio istraživačkog rada vezanog uz clustering u Laboratoriju za napredno računarstvo u Nacionalnom laboratoriju Los Almosa Ron Minnich. Dvojica studenata, James Hendricks i Dale Webster, provela su zimske praznike na izradi dokaza za primjenu koncepta.

Primarna motivacija za projekt bila je želja da operativni sustav dobije kontrolu nad clusterskim čvorom odmah nakon paljenja.

## Prednosti
Prednosti korištenja Coreboota uključuju potrebu za samo dva motora (CPU ventilator i napajanje), brzo podizanje (dosad najbrže je 3 sekunde) i sloboda od vlasničkog (eng. proprietary) i bugovitog BIOS koda.

### romcc
Najkompliciraniji hardware koji inicijalizira Coreboot su DRAM kontroleri. U nekim slučajevima, dokumentacija za iste je zaštićena NDA-om (od eng. Non-disclosure agreement). Pošto nije bilo moguće koristiti RAM (jer nije inicijaliziran), inicijalizacija je riješena korištenjem unutarnjih CPU-ovih općenamjenskih registara. 

Da bi se ovaj težak zadatak pojednostavnio, napravljen je C prevoditelj koji koristi upraco te registre umjesto RAM-a, a nazvan je romcc.

### Slobodan kod
Pošto Coreboot spada u domenu slobodnog sofvera, očita je prednost mijenjanja i unapređivanja koda od strane samih korisnika koji imaju znanje učiniti isto, tako da i broj grešaka u programu pada, a količina podržanog sklopovlja na taj način raste. Također, slobodan BIOS znači i korak bliže potpuno slobodnom računalu.

## Mane
Mane su za sada mali broj podržanih matičnih ploča (lista podržanih može se naći na http://www.linuxbios.org/Supported_Motherboards), te teža instalacija samog BIOS-a, a što se tiče podrške za boot loadere, tek se radi podrška za GRUB v.2